# Erik Mellbin
Erik Hugo Mellbin (Gotemburgo, 30 de junho de 1901 — 30 de outubro de 1955) foi um velejador sueco, medalhista olímpico. Ele competiu nos Jogos Olímpicos de Verão de 1920 na classe Cruzador de escolho 40 m² e conquistou a medalha de prata na disputa a bordo do Elsie com Gustaf Svensson, Percy Almstedt e Ragnar Svensson.